# Коскиуи (муниципалитет)
Коскиуи (исп. Coxquihui) — муниципалитет в Мексике, штат Веракрус, расположен в регионе Тотонака. Административный центр — город Коскиуи.